# Retablo mayor del templo de San Lázaro Sucre Bolivia

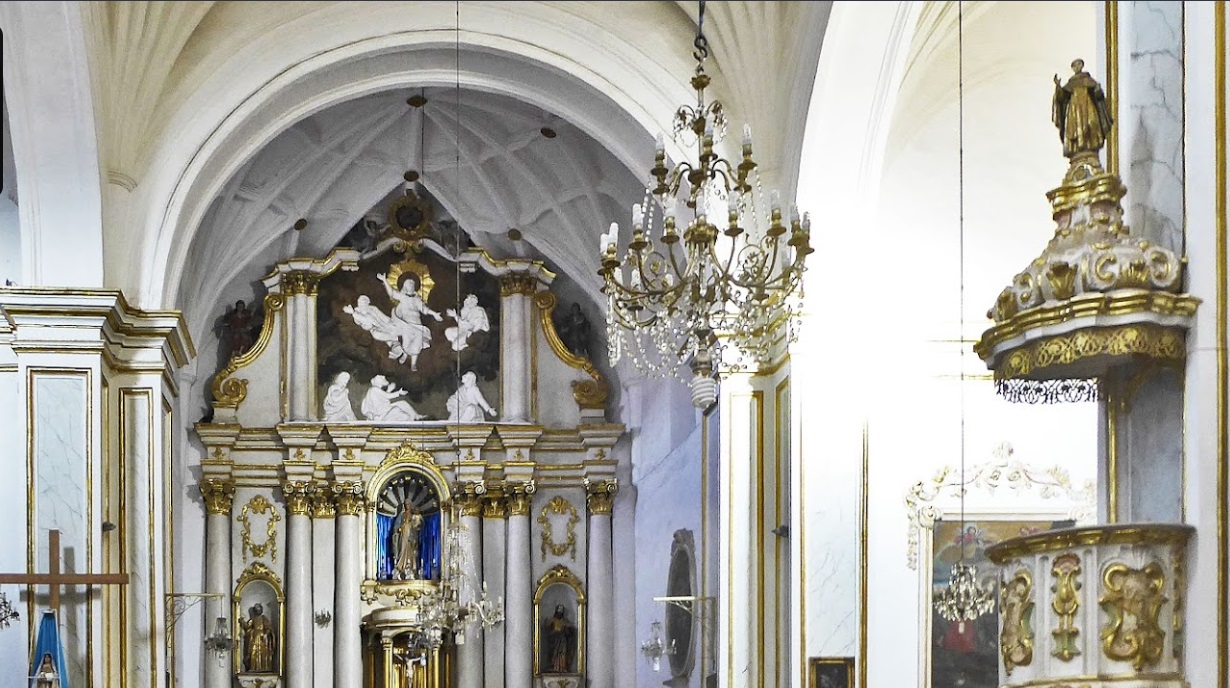
Retablo del Templo Mayor de San Lázaro.

El Retablo Mayor del Templo de San Lázaro es un retablo en el Templo de San Lázaro de la ciudad de Sucre, capital de Bolivia. La  construcción del templo data del siglo XVI, a mediados de 1544, lo que lo convierte en el primer templo religioso de Bolivia. Dentro de su arquitectura se caracteriza que en unos inicios la construcción fue hecha de paja y adobe con un altar de barro, el cual posteriormente se convertiría en el Retablo Mayor del Templo de San Lázaro
El Retablo Mayor del templo de San Lázaro conserva hasta la fecha los vestigios del estilo barroco y del estilo neoclásico pintado blanco con detalles de oro.